# مرکز مالی جهانی

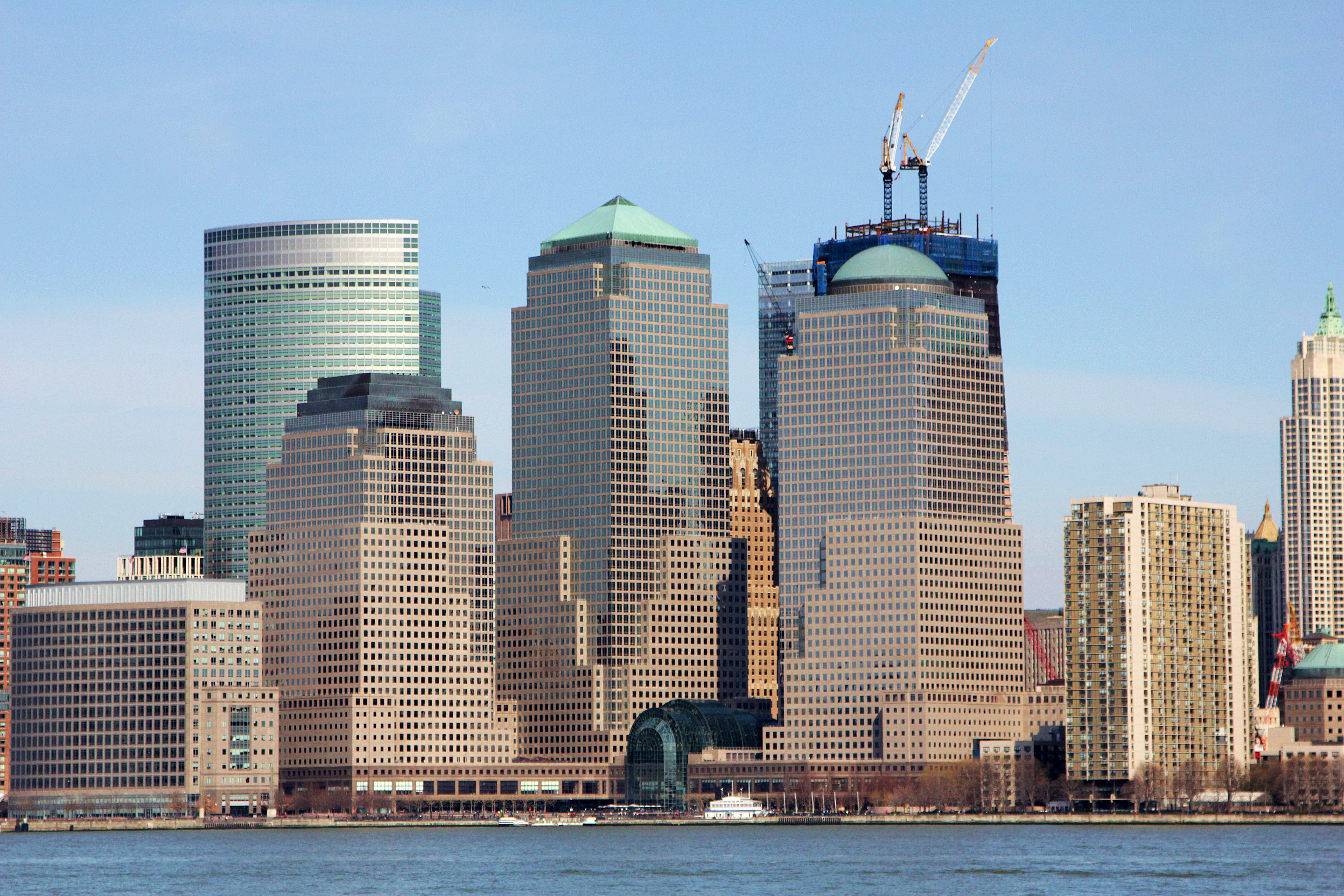
نمایی از مرکز مالی جهانی در آوریل سال ۲۰۰۱، ساختمان شماره یک مرکز تجارت جهانی در پس‌زمینه تصویر در حال ساخت‌وساز قابل مشاهده‌است.

مرکز مالی جهانی (به انگلیسی: World Financial Center) با نام رسمی بروکسفیلد پلیس (به انگلیسی: Brookfield Place) مرکز مالی جهانی مجموعه‌ای از ساختمان‌های اداری است که در وست استریت و در مجاورت مرکز تجارت جهانی در منهتن جنوبی در نیویورک در ایالات متحده آمریکا قرار دارد. مرکز مالی جهانی خانه انواع مختلفی از شرکت‌ها نظیر آمریکن اکسپرس، مریل لینچ، آربی‌سی کاپیتال مارکت، نامورا گروپ و بروکفیلد آفیس پراپرتیس است.

## تاریخچه

### طراحی و ساخت
این مجموعه که بین سال‌های ۱۹۸۲ تا ۱۹۸۸ ساخته‌شده‌است، توسط سزار پلی طراحی شده‌است.

### حملات ۱۱ سپتامبر
طی حملات ۱۱ سپتامبر، به مرکز مالی جهانی خسارت‌ها و آسیب‌هایی وارد شد که مورد بازسازی قرار گرفت. سازه شیشه‌ای و فلزی وینتر گاردن نیز که خسارت زیادی دید، بازسازی شد و طی مراسمی در ۱۱ سپتامبر ۲۰۰۲ مجدداً بازگشایی شد.

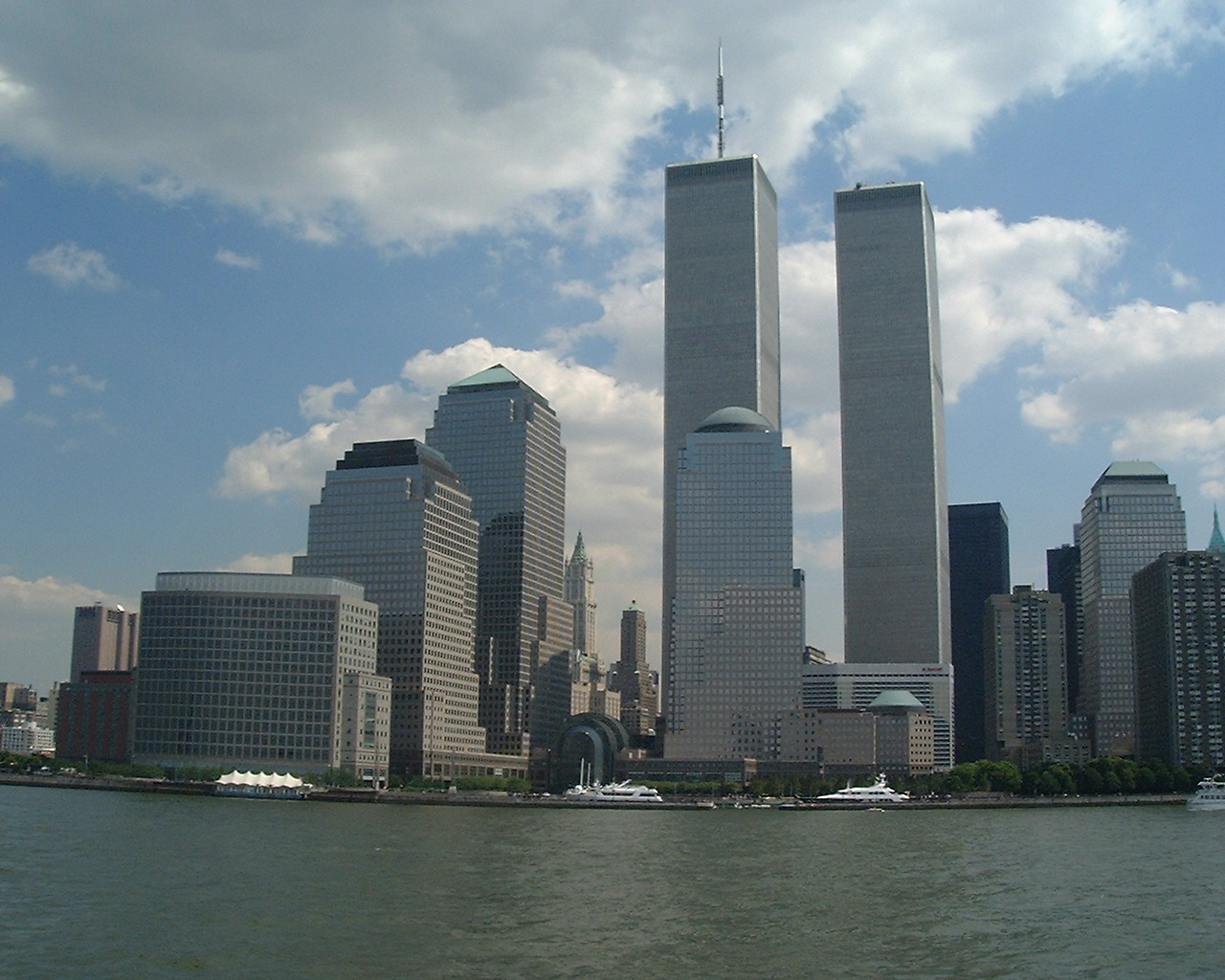
نمایی از مرکز مالی جهانی در سال اوت ۲۰۰۰ و پس‌زمینه‌ای از مرکز تجارت جهانی

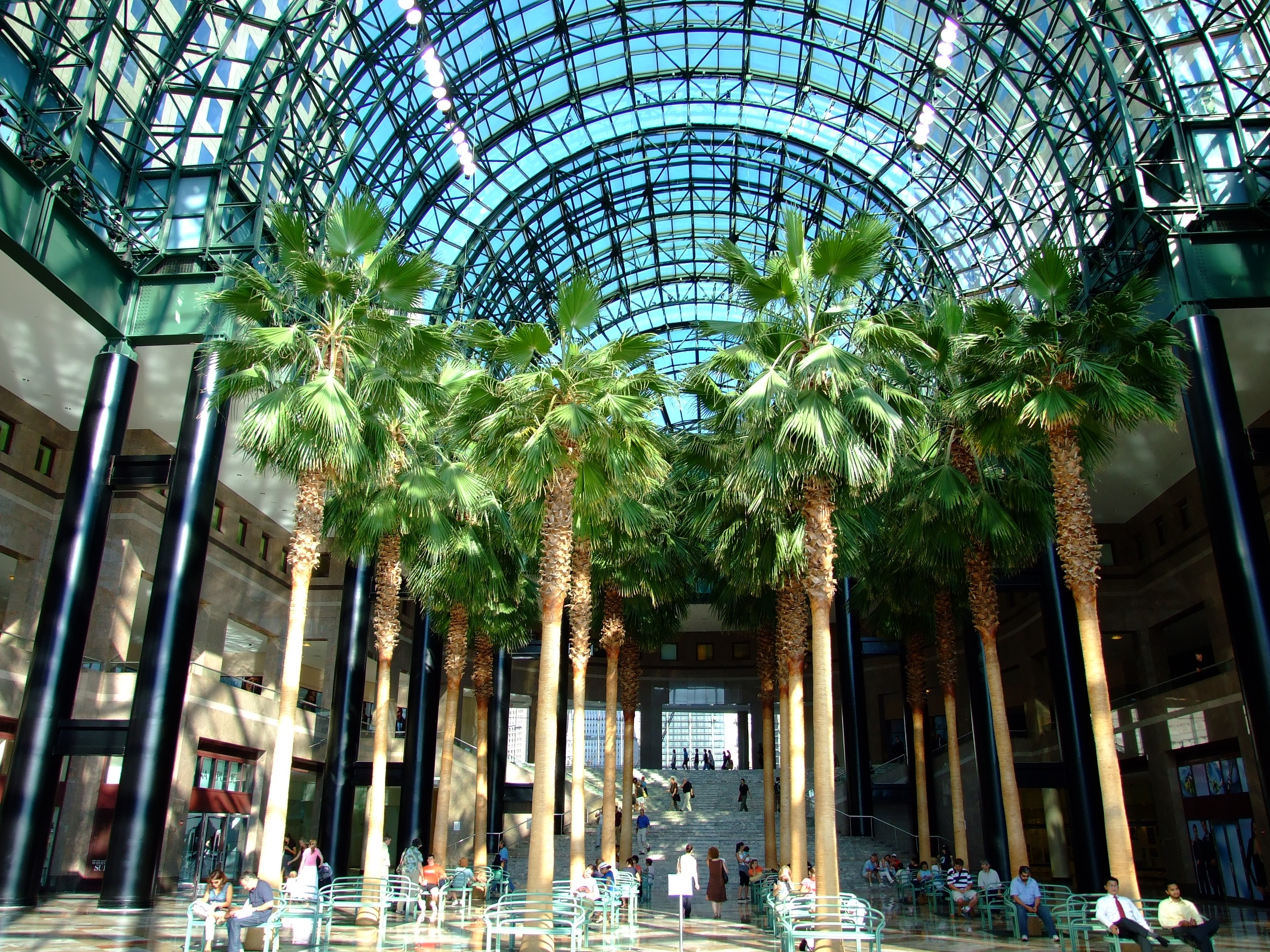
وینتر گاردن آتریوم در ژوئن ۲۰۰۷

## ساختمان‌ها
- مرکز مالی جهانی (ساختمان شماره ۱)
  - آدرس: خیابان لیبرتی، شماره ۲۰۰
  - فضای قابل اجاره: ۱۵۱٬۰۰۰ مترمربع
  - سقف: هرم بی‌سر
- مرکز مالی جهانی (ساختمان شماره ۲)
  - آدرس: خیابان لیبرتی، شماره ۲۲۵
  - فضای قابل اجاره: ۲۳۱٬۰۰۰ مترمربع
  - سقف: گنبد
- مرکز مالی جهانی (ساختمان شماره ۳)
  - آدرس: خیابان وسی، شماره ۲۰۰
  - فضای قابل اجاره: ۱۱۱٬۰۰۰ مترمربع
  - سقف:هرم
- مرکز مالی جهانی (ساختمان شماره ۴)
  - آدرس: خیابان وسی، شماره ۲۵۰
  - فضای قابل اجاره: ۱۶۷٬۰۰۰ مترمربع
  - سقف: زیگورات
- وینتر گاردن آتریوم
  - فضای قابل اجاره: ۲۷٬۰۰۰ مترمربع
- نیویورک مرکانتیل اکسچنج
  - آدرس: خیابان نورث اند، شماره ۱
  - فضای قابل اجاره: ۴۶٬۰۰۰ مترمربع